# Lưu Diễn
Lưu Diễn (chữ Hán: 劉縯; ? – 23), biểu tự Bá Thăng (伯升), là tướng quân khởi nghĩa Lục Lâm cuối thời nhà Tân trong lịch sử Trung Quốc. Ông là anh trai của Hán Quang Vũ Đế Lưu Tú, người đã lập lại nhà Hán, gọi là Đông Hán.

## Thân thế
Lưu Diễn là cháu 9 đời của Hán Cao Tổ Lưu Bang. Tổ 6 đời của Lưu Diễn là Lưu Phát, con thứ của Hán Cảnh Đế. Tổ 5 đời của ông là Lưu Mãi - con thứ của Lưu Phát - được phong hầu ở hương Thung Lăng, huyện Linh Đạo thuộc quận Linh Lăng, gọi là Thung Lăng hầu. Cụ nội của Lưu Diễn là Lưu Ngoại – con thứ của Lưu Phát, làm Thái thú quận Uất Lâm.
Ông nội của Lưu Diễn là Lưu Hồi làm Đô úy ở Cự Lộc. Cha ông là Lưu Khâm, con trưởng của Lưu Hồi. Mẹ ông là con gái hào phú Phàn Trọng, tên là Phàn Nhàn Đô. Thời Hán Thành Đế (33 – 7 TCN), Lưu Khâm được phong làm huyện lệnh Tế Dương thuộc quận Trần Lưu, sau chuyển về làm huyện lệnh ở Nam Đốn.
Lưu Khâm và Phàn Nhàn Đô sinh được 6 người con: 3 trai 3 gái. Lưu Diễn là con trai lớn nhất trong nhà. Ông có chị Lưu Hoàng cùng 2 em gái là Lưu Nguyên và Lưu Bá Cơ, 2 em trai là Lưu Trọng và Lưu Tú.
|  |  |  |  | 1 Hán Cao Tổ ?-195TCN 256-195TCN    |                                  |                                  |                                  |                                  |                                  |  |  |  |  |                              |                              |                              |                              |                              |                              |  |  |  |  |                            |                            |                            |                            |                            |                            |              |              |  |  |                            |                            |                            |                            |                            |                            |  |  |  |  |                                 |                                 |                                 |                                 |                                 |                                 |  |  |  |  |  |  |  |  |  |  |
|  |  |  |  |                                     |                                  |                                  |                                  |                                  |                                  |  |  |  |  |                              |                              |                              |                              |                              |                              |  |  |  |  |                            |                            |                            |                            |                            |                            |              |              |  |  |                            |                            |                            |                            |                            |                            |  |  |  |  |                                 |                                 |                                 |                                 |                                 |                                 |  |  |  |  |  |  |  |  |  |  |
|  |  |  |  | 5 Hán Văn Đế 180-157TCN 202–157TCN  |                                  |                                  |                                  |                                  |                                  |  |  |  |  |                              |                              |                              |                              |                              |                              |  |  |  |  |                            |                            |                            |                            |                            |                            |              |              |  |  |                            |                            |                            |                            |                            |                            |  |  |  |  |                                 |                                 |                                 |                                 |                                 |                                 |  |  |  |  |  |  |  |  |  |  |
|  |  |  |  |                                     |                                  |                                  |                                  |                                  |                                  |  |  |  |  |                              |                              |                              |                              |                              |                              |  |  |  |  |                            |                            |                            |                            |                            |                            |              |              |  |  |                            |                            |                            |                            |                            |                            |  |  |  |  |                                 |                                 |                                 |                                 |                                 |                                 |  |  |  |  |  |  |  |  |  |  |
|  |  |  |  | 6 Hán Cảnh Đế 157-141TCN 188–141TCN |                                  |                                  |                                  |                                  |                                  |  |  |  |  |                              |                              |                              |                              |                              |                              |  |  |  |  |                            |                            |                            |                            |                            |                            |              |              |  |  |                            |                            |                            |                            |                            |                            |  |  |  |  |                                 |                                 |                                 |                                 |                                 |                                 |  |  |  |  |  |  |  |  |  |  |
|  |  |  |  |                                     |                                  |                                  |                                  |                                  |                                  |  |  |  |  |                              |                              |                              |                              |                              |                              |  |  |  |  |                            |                            |                            |                            |                            |                            |              |              |  |  |                            |                            |                            |                            |                            |                            |  |  |  |  |                                 |                                 |                                 |                                 |                                 |                                 |  |  |  |  |  |  |  |  |  |  |
|  |  |  |  |                                     |                                  |                                  |                                  |                                  |                                  |  |  |  |  |                              |                              |                              |                              |                              |                              |  |  |  |  |                            |                            |                            |                            |                            |                            |              |              |  |  |                            |                            |                            |                            |                            |                            |  |  |  |  |                                 |                                 |                                 |                                 |                                 |                                 |  |  |  |  |  |  |  |  |  |  |
|  |  |  |  | 7 Hán Vũ Đế 140-87TCN 156-87TCN     | 7 Hán Vũ Đế 140-87TCN 156-87TCN  | 7 Hán Vũ Đế 140-87TCN 156-87TCN  | 7 Hán Vũ Đế 140-87TCN 156-87TCN  | 7 Hán Vũ Đế 140-87TCN 156-87TCN  | 7 Hán Vũ Đế 140-87TCN 156-87TCN  |  |  |  |  | Trường Sa vương Lưu Phát     | Trường Sa vương Lưu Phát     | Trường Sa vương Lưu Phát     | Trường Sa vương Lưu Phát     | Trường Sa vương Lưu Phát     | Trường Sa vương Lưu Phát     |  |  |  |  |                            |                            |                            |                            |                            |                            |              |              |  |  |                            |                            |                            |                            |                            |                            |  |  |  |  |                                 |                                 |                                 |                                 |                                 |                                 |  |  |  |  |  |  |  |  |  |  |
|  |  |  |  | 7 Hán Vũ Đế 140-87TCN 156-87TCN     | 7 Hán Vũ Đế 140-87TCN 156-87TCN  | 7 Hán Vũ Đế 140-87TCN 156-87TCN  | 7 Hán Vũ Đế 140-87TCN 156-87TCN  | 7 Hán Vũ Đế 140-87TCN 156-87TCN  | 7 Hán Vũ Đế 140-87TCN 156-87TCN  |  |  |  |  | Trường Sa vương Lưu Phát     | Trường Sa vương Lưu Phát     | Trường Sa vương Lưu Phát     | Trường Sa vương Lưu Phát     | Trường Sa vương Lưu Phát     | Trường Sa vương Lưu Phát     |  |  |  |  |                            |                            |                            |                            |                            |                            |              |              |  |  |                            |                            |                            |                            |                            |                            |  |  |  |  |                                 |                                 |                                 |                                 |                                 |                                 |  |  |  |  |  |  |  |  |  |  |
|  |  |  |  |                                     |                                  |                                  |                                  |                                  |                                  |  |  |  |  |                              |                              |                              |                              |                              |                              |  |  |  |  |                            |                            |                            |                            |                            |                            |              |              |  |  |                            |                            |                            |                            |                            |                            |  |  |  |  |                                 |                                 |                                 |                                 |                                 |                                 |  |  |  |  |  |  |  |  |  |  |
|  |  |  |  | 8 Hán Chiêu Đế 95–74TCN 87-74TCN    | 8 Hán Chiêu Đế 95–74TCN 87-74TCN | 8 Hán Chiêu Đế 95–74TCN 87-74TCN | 8 Hán Chiêu Đế 95–74TCN 87-74TCN | 8 Hán Chiêu Đế 95–74TCN 87-74TCN | 8 Hán Chiêu Đế 95–74TCN 87-74TCN |  |  |  |  | Trường Sa Đái vương Lưu Dung | Trường Sa Đái vương Lưu Dung | Trường Sa Đái vương Lưu Dung | Trường Sa Đái vương Lưu Dung | Trường Sa Đái vương Lưu Dung | Trường Sa Đái vương Lưu Dung |  |  |  |  | Thung Lăng hầu Lưu Mãi     | Thung Lăng hầu Lưu Mãi     | Thung Lăng hầu Lưu Mãi     | Thung Lăng hầu Lưu Mãi     | Thung Lăng hầu Lưu Mãi     | Thung Lăng hầu Lưu Mãi     |              |              |  |  |                            |                            |                            |                            |                            |                            |  |  |  |  |                                 |                                 |                                 |                                 |                                 |                                 |  |  |  |  |  |  |  |  |  |  |
|  |  |  |  | 8 Hán Chiêu Đế 95–74TCN 87-74TCN    | 8 Hán Chiêu Đế 95–74TCN 87-74TCN | 8 Hán Chiêu Đế 95–74TCN 87-74TCN | 8 Hán Chiêu Đế 95–74TCN 87-74TCN | 8 Hán Chiêu Đế 95–74TCN 87-74TCN | 8 Hán Chiêu Đế 95–74TCN 87-74TCN |  |  |  |  | Trường Sa Đái vương Lưu Dung | Trường Sa Đái vương Lưu Dung | Trường Sa Đái vương Lưu Dung | Trường Sa Đái vương Lưu Dung | Trường Sa Đái vương Lưu Dung | Trường Sa Đái vương Lưu Dung |  |  |  |  | Thung Lăng hầu Lưu Mãi     | Thung Lăng hầu Lưu Mãi     | Thung Lăng hầu Lưu Mãi     | Thung Lăng hầu Lưu Mãi     | Thung Lăng hầu Lưu Mãi     | Thung Lăng hầu Lưu Mãi     |              |              |  |  |                            |                            |                            |                            |                            |                            |  |  |  |  |                                 |                                 |                                 |                                 |                                 |                                 |  |  |  |  |  |  |  |  |  |  |
|  |  |  |  |                                     |                                  |                                  |                                  |                                  |                                  |  |  |  |  |                              |                              |                              |                              |                              |                              |  |  |  |  |                            |                            |                            |                            |                            |                            |              |              |  |  |                            |                            |                            |                            |                            |                            |  |  |  |  |                                 |                                 |                                 |                                 |                                 |                                 |  |  |  |  |  |  |  |  |  |  |
|  |  |  |  |                                     |                                  |                                  |                                  |                                  |                                  |  |  |  |  |                              |                              |                              |                              |                              |                              |  |  |  |  | Thung Lăng hầu Lưu Hùng Cừ | Thung Lăng hầu Lưu Hùng Cừ | Thung Lăng hầu Lưu Hùng Cừ | Thung Lăng hầu Lưu Hùng Cừ | Thung Lăng hầu Lưu Hùng Cừ | Thung Lăng hầu Lưu Hùng Cừ |              |              |  |  | Thái thú Uất Lâm Lưu Ngoại | Thái thú Uất Lâm Lưu Ngoại | Thái thú Uất Lâm Lưu Ngoại | Thái thú Uất Lâm Lưu Ngoại | Thái thú Uất Lâm Lưu Ngoại | Thái thú Uất Lâm Lưu Ngoại |  |  |  |  |                                 |                                 |                                 |                                 |                                 |                                 |  |  |  |  |  |  |  |  |  |  |
|  |  |  |  |                                     |                                  |                                  |                                  |                                  |                                  |  |  |  |  |                              |                              |                              |                              |                              |                              |  |  |  |  | Thung Lăng hầu Lưu Hùng Cừ | Thung Lăng hầu Lưu Hùng Cừ | Thung Lăng hầu Lưu Hùng Cừ | Thung Lăng hầu Lưu Hùng Cừ | Thung Lăng hầu Lưu Hùng Cừ | Thung Lăng hầu Lưu Hùng Cừ |              |              |  |  | Thái thú Uất Lâm Lưu Ngoại | Thái thú Uất Lâm Lưu Ngoại | Thái thú Uất Lâm Lưu Ngoại | Thái thú Uất Lâm Lưu Ngoại | Thái thú Uất Lâm Lưu Ngoại | Thái thú Uất Lâm Lưu Ngoại |  |  |  |  |                                 |                                 |                                 |                                 |                                 |                                 |  |  |  |  |  |  |  |  |  |  |
|  |  |  |  |                                     |                                  |                                  |                                  |                                  |                                  |  |  |  |  |                              |                              |                              |                              |                              |                              |  |  |  |  | Thung Lăng hầu Lưu Nhân    | Thung Lăng hầu Lưu Nhân    | Thung Lăng hầu Lưu Nhân    | Thung Lăng hầu Lưu Nhân    | Thung Lăng hầu Lưu Nhân    | Thung Lăng hầu Lưu Nhân    |              |              |  |  | Đô uý Cự Lộc Lưu Hồi       | Đô uý Cự Lộc Lưu Hồi       | Đô uý Cự Lộc Lưu Hồi       | Đô uý Cự Lộc Lưu Hồi       | Đô uý Cự Lộc Lưu Hồi       | Đô uý Cự Lộc Lưu Hồi       |  |  |  |  |                                 |                                 |                                 |                                 |                                 |                                 |  |  |  |  |  |  |  |  |  |  |
|  |  |  |  |                                     |                                  |                                  |                                  |                                  |                                  |  |  |  |  |                              |                              |                              |                              |                              |                              |  |  |  |  | Thung Lăng hầu Lưu Nhân    | Thung Lăng hầu Lưu Nhân    | Thung Lăng hầu Lưu Nhân    | Thung Lăng hầu Lưu Nhân    | Thung Lăng hầu Lưu Nhân    | Thung Lăng hầu Lưu Nhân    |              |              |  |  | Đô uý Cự Lộc Lưu Hồi       | Đô uý Cự Lộc Lưu Hồi       | Đô uý Cự Lộc Lưu Hồi       | Đô uý Cự Lộc Lưu Hồi       | Đô uý Cự Lộc Lưu Hồi       | Đô uý Cự Lộc Lưu Hồi       |  |  |  |  |                                 |                                 |                                 |                                 |                                 |                                 |  |  |  |  |  |  |  |  |  |  |
|  |  |  |  |                                     |                                  |                                  |                                  |                                  |                                  |  |  |  |  |                              |                              |                              |                              |                              |                              |  |  |  |  |                            |                            |                            |                            |                            |                            |              |              |  |  |                            |                            |                            |                            |                            |                            |  |  |  |  |                                 |                                 |                                 |                                 |                                 |                                 |  |  |  |  |  |  |  |  |  |  |
|  |  |  |  |                                     |                                  |                                  |                                  |                                  |                                  |  |  |  |  |                              |                              |                              |                              |                              |                              |  |  |  |  |                            |                            | Phàn Nhàn Đô               | Phàn Nhàn Đô               | Phàn Nhàn Đô               | Phàn Nhàn Đô               | Phàn Nhàn Đô | Phàn Nhàn Đô |  |  | huyện lệnh Lưu Khâm        | huyện lệnh Lưu Khâm        | huyện lệnh Lưu Khâm        | huyện lệnh Lưu Khâm        | huyện lệnh Lưu Khâm        | huyện lệnh Lưu Khâm        |  |  |  |  | Lưu Lương                       | Lưu Lương                       | Lưu Lương                       | Lưu Lương                       | Lưu Lương                       | Lưu Lương                       |  |  |  |  |  |  |  |  |  |  |
|  |  |  |  |                                     |                                  |                                  |                                  |                                  |                                  |  |  |  |  |                              |                              |                              |                              |                              |                              |  |  |  |  |                            |                            | Phàn Nhàn Đô               | Phàn Nhàn Đô               | Phàn Nhàn Đô               | Phàn Nhàn Đô               | Phàn Nhàn Đô | Phàn Nhàn Đô |  |  | huyện lệnh Lưu Khâm        | huyện lệnh Lưu Khâm        | huyện lệnh Lưu Khâm        | huyện lệnh Lưu Khâm        | huyện lệnh Lưu Khâm        | huyện lệnh Lưu Khâm        |  |  |  |  | Lưu Lương                       | Lưu Lương                       | Lưu Lương                       | Lưu Lương                       | Lưu Lương                       | Lưu Lương                       |  |  |  |  |  |  |  |  |  |  |
|  |  |  |  |                                     |                                  |                                  |                                  |                                  |                                  |  |  |  |  |                              |                              |                              |                              |                              |                              |  |  |  |  |                            |                            |                            |                            |                            |                            |              |              |  |  |                            |                            |                            |                            |                            |                            |  |  |  |  |                                 |                                 |                                 |                                 |                                 |                                 |  |  |  |  |  |  |  |  |  |  |
|  |  |  |  |                                     |                                  |                                  |                                  |                                  |                                  |  |  |  |  |                              |                              |                              |                              |                              |                              |  |  |  |  |                            |                            |                            |                            |                            |                            |              |              |  |  |                            |                            |                            |                            |                            |                            |  |  |  |  |                                 |                                 |                                 |                                 |                                 |                                 |  |  |  |  |  |  |  |  |  |  |
|  |  |  |  |                                     |                                  |                                  |                                  |                                  |                                  |  |  |  |  |                              |                              |                              |                              |                              |                              |  |  |  |  | Lưu Trọng                  | Lưu Trọng                  | Lưu Trọng                  | Lưu Trọng                  | Lưu Trọng                  | Lưu Trọng                  |              |              |  |  | Lưu Diễn                   | Lưu Diễn                   | Lưu Diễn                   | Lưu Diễn                   | Lưu Diễn                   | Lưu Diễn                   |  |  |  |  | Hán Quang Vũ Đế 25-57 (6TCN–57) | Hán Quang Vũ Đế 25-57 (6TCN–57) | Hán Quang Vũ Đế 25-57 (6TCN–57) | Hán Quang Vũ Đế 25-57 (6TCN–57) | Hán Quang Vũ Đế 25-57 (6TCN–57) | Hán Quang Vũ Đế 25-57 (6TCN–57) |  |  |  |  |  |  |  |  |  |  |

- Xem Thế phả Hán Quang Vũ Đế trong nhà Tây Hán

## Thời trẻ
Năm 4 CN, cha Lưu Diễn là Lưu Khâm mất khi đang tại chức ở Nam Đốn. Mất cha, 6 anh em Lưu Diễn sống dựa vào chú Lưu Lương đang làm huyện lệnh huyện Tiêu thuộc Bái quận.
Năm 8, Vương Mãng cướp ngôi nhà Hán, lập ra nhà Tân. Lưu Diễn nuôi chí chống lại Vương Mãng để báo thù cho nhà Hán. Trong khi em trai Lưu Tú chăm chỉ học hành và giữ nề nếp trong nhà thì Lưu Diễn tỏ ra khác hẳn, thích sống phóng khoáng, bán tài sản kết giao giang hồ theo phong cách của Lưu Bang. Lưu Diễn thường chê em là có tầm nhìn hạn hẹp, chỉ luẩn quẩn trong nhà, chú tâm những điều vụn vặt như ông Lưu Trọng - anh của Lưu Bang trước kia.

## Khởi binh chống nhà Tân
Chính quyền Vương Mãng ngày càng mất lòng dân, khắp nơi nổi dậy chống triều đình từ năm 15. Lớn mạnh nhất là 2 cuộc khởi nghĩa do Vương Khuông và Vương Phượng cầm đầu ở núi Lục Lâm (năm 17) và cuộc khởi nghĩa Xích Mi do Phàn Sùng đứng đầu ở huyện Cử (năm 18).
Phong trào khởi nghĩa lan rộng. Năm 21, quân Lục Lâm ngày một lớn mạnh, đánh tan 2 vạn quân của quan trấn thủ Kinh châu ở Vân Đỗ. Địa bàn của quân Lục Lâm mở rộng ra vùng giáp ranh 3 quận Giang Hạ, Nam Quận và Nam Dương – gần với nơi ở của Lưu Diễn. Điều đó trực tiếp tác động đến anh em Lưu Diễn. Cùng lúc anh em Lưu Diễn tính chuyện dựng cờ chống Vương Mãng, một số nhân sĩ và môn khách của ông đã tham gia khởi nghĩa các nơi, vì vậy anh em ông sợ bị tội chứa chấp "quân phản loạn" phải lẩn trốn đi nơi khác.
Tháng 9 năm 22, Lưu Diễn và Lưu Tú chia nhau đi tập hợp lực lượng chuẩn bị khởi binh. Trong khi Lưu Tú ở Uyển Thành tập được vài ngàn người thì Lưu Diễn trở về quê cũ ở hương Thung Lăng huyện Thái Dương, cũng tụ tập được vài ngàn thanh niên cùng các môn khách giang hồ và gia nhân dựng cờ khởi nghĩa. Hai đạo quân hợp làm một, được hơn 7000 người. Lưu Diễn tự xưng làm trụ thiên bộ hộ, giữ chức thống soái chỉ huy toàn quân. Cánh quân này gọi là Thung Lăng quân.

## Gia nhập quân Lục Lâm
Căn cứ Lục Lâm có dịch bệnh, quân Lục Lâm phải chia làm 2 cánh rút khỏi Lục Lâm: một cánh theo Vương Khuông, Vương Phượng, Mã Vũ đi về Nam Dương, gọi là quân Tân Thị; cánh kia theo Vương Thường, Thành Đan đi về Nam Quận gọi là quân Hạ Giang. Tháng 7 năm 22, quân Tân Thị đi đến huyện Tuỳ, lại được sự gia nhập của quân Bình Lâm của Trần Mục và một tông thất nhà Hán là Lưu Huyền. Nghe tin đó, anh em Lưu Diễn bèn cử Lưu Gia đến liên hệ với các thủ lĩnh quân Tân Thị xin gia nhập. Vương Khuông lập tức chấp thuận. Lực lượng quân Tân Thị có quân Thung Lăng mạnh lên nhiều.
Quân Tân Thị tiến về phía tây đánh vào Trường Tụ. Trận này quân khởi nghĩa giết chết huyện uý Tân Dã. 
Sau đó quân Tân Thị lại đánh bại quân Tân ở Đường Tử, lại giành thắng lợi, thu được nhiều quân lương.

## Chiến sự Nam Dương

### Bại trận
Quân Lục Lâm sau đó lại đánh hạ được Cưu Dương và tiến về Tân Đô, áp sát Uyển Thành - thủ phủ của Nam Dương.
Tháng 12 năm 22, các tướng trấn thủ Nam Dương là Chân Phụ và Lương Khâu Tứ mang 10 vạn quân ra đối địch. Hai bên gặp nhau ở Tiểu Tràng An huyện Dục Dương. Quân Lục Lâm (gồm Tân Thị và Thung Lăng) vừa thắng trận, chủ quan khinh địch, bị quân Tân đánh tan tác. Trận này Lưu Diễn bị mất mấy người thân: em trai Lưu Trọng cùng em gái Lưu Nguyên và ba con nhỏ của Lưu Nguyên.

### Thắng trận
Quân Lục Lâm bại trận phải lui về giữ Cức Dương. Lưu Tú và Lưu Diễn nghe tin cánh quân Giang Hạ của Lục Lâm vừa thắng trận, bèn sai người đến liên lạc với Vương Thường đề nghị hội binh. Vương Thường đồng ý. Tháng 1 năm 23, quân Giang Hạ kéo về Cức Dương hợp làm một với quân Tân Thị. Từ đó quân Lục Lâm lại thống nhất, nhuệ khí lại tăng lên.
Để đối phó với quân triều đình ở Nam Dương, quân Lục Lâm chia làm nhiều cánh, dùng chiến thuật bất ngờ tập kích rồi rút nhanh khiến quân Tân không thể đề phòng. Chân Phụ và Lương Khâu Tứ chủ quan sau trận thắng, đều bị quân Lục Lâm giết chết khi lâm trận, 10 vạn quân Tân bị giết hơn 2 vạn, còn lại tan rã.
Nghe tin hai tướng bị giết, quân Tân hoang mang. Hai tướng Nghiêm Ưu và Trần Mậu kéo quân bản bộ vào đóng ở Uyển Thành. Lưu Diễn nghe tin quân Tân đã đóng ở Nam Dương, bèn lệnh cho quân bỏ bớt hành lý, chỉ mang theo ít lương thực và đồ nhẹ, tiến đánh quân Nghiêm Ưu ở phía bắc sông Dục Thủy, lại thắng trận, chém 3000 quân. Quân Tân thua bỏ chạy về cố thủ ở Uyển Thành.

## Muốn làm vua
Trong quân Lục Lâm có chủ trương lập một người hoàng tộc nhà Hán lên làm vua để có danh chính đánh Vương Mãng, khôi phục nhà Hán. Ngoài Lưu Huyền và anh em Lưu Diễn, Lưu Tú, trong quân Lục Lâm còn có các tông thất là Lưu Lương, Lưu Tứ, Lưu Gia.
Các thủ lĩnh Vương Khuông và Vương Phượng chủ trương lập Lưu Huyền là người tài năng kém và không có vây cánh, thế lực để dễ khống chế, trong khi thiểu số theo Lưu Diễn không tán thành. Ông muốn bản thân mình được lập làm vua mới xứng đáng. Cuối cùng, số đông của Vương Khuông thắng thế, Lưu Huyền được lập làm vua, với danh nghĩa khôi phục nhà Hán để đánh nhà Tân, tức là Hán Canh Thủy Đế.
Lưu Diễn rất bất mãn về việc này.

## Đánh hạ Uyển Thành
Tháng 2 năm 23, quân Lục Lâm dưới danh nghĩa nhà Hán chia làm 2 đường, cánh quân chủ lực do Vương Khuông, Lưu Diễn chỉ huy đánh Uyển Thành; cánh thứ 2 nhỏ do Vương Phượng, Vương Thường, Lưu Tú chỉ huy, mang 2 vạn quân đánh Côn Dương, Đinh Lăng và đất Yển. Quân Nghiêm Ưu, Trần Mậu bỏ Uyển Thành về giữ Dĩnh Xuyên, giao cho các tướng dưới quyền cố thủ Uyển Thành.
Lưu Diễn cầm quân vây đánh Uyển Thành, được cánh quân của Vương Thường và Lưu Tú liên tục tiếp tế cho quân lương thu được.
Vương Mãng nghe tin quân Tân liên tiếp thất bại, liền phái Đại tư đồ Vương Tầm, Đại tư không Vương Ấp trưng tập hết quân tướng còn lại gồm 42 vạn quân đi đánh quân Lục Lâm. Tháng 5 năm 23, quân Vương Tầm tiến đến Dĩnh Xuyên, hợp với quân của Nghiêm Ưu, Trần Mậu. Bốn tướng hợp đại binh tiến về phía nam, đụng độ với cánh quân nhỏ của Lục Lâm dưới quyền Lưu Tú và Vương Thường.
Nghiêm Ưu từng khuyên Vương Tầm mang quân đánh Lưu Diễn ở Uyển Thành trước vì đạo quân trong tay ông là quân chủ lực. Tuy nhiên Vương Tầm không nghe theo, cho rằng dễ dàng hạ được Côn Dương rồi sẽ sang Uyển Thành đánh Lưu Diễn.
Trong khi Vương Tầm và Vương Ấp vây đánh Côn Dương chưa hạ được thì Lưu Diễn và Vương Khuông đã hạ được Uyển Thành. Không lâu sau, 42 vạn quân nhà Tân cũng bị lực lượng của Lưu Tú, Vương Thường và Vương Phượng với hơn 1 vạn quân đánh thua tan tác trong trận Côn Dương. Quân Tân tan rã, không còn khả năng trấn áp các lực lượng khởi nghĩa.

## Bị giết
Sau khi hạ Uyển Thành, Canh Thủy Đế Lưu Huyền lấy đây làm kinh đô. Cũng từ sau trận Uyển Thành và Côn Dương, danh tiếng của anh em Lưu Diễn lên rất cao. Nhưng trong khi Lưu Tú khiêm tốn giữ mình thì Lưu Diễn lại tỏ ra cậy công, bất phục Lưu Huyền. Ông tự xưng là Trụ thiên đại tướng quân.
Điều đó khiến Lưu Huyền lo lắng. Sợ Lưu Diễn mưu lật đổ mình, phe Lưu Huyền được Vương Khuông, Thân Đồ Kiến ủng hộ bàn nhau giết Lưu Diễn để trừ hậu hoạ.
Lưu Tú nhận thấy trong hàng ngũ các tướng Thung Lăng cũ, Lý Dật từ khi gia nhập quân Lục Lâm thường gần gũi lấy lòng các tướng Lục Lâm mà xa lánh anh em mình. Do đó Lưu Tú nhắc ông cảnh giác với Lý Dật, nhưng ông không để ý tới.
Biết một tông thất khác là Lưu Tắc về phe với Lưu Diễn và phản đối việc lập Lưu Huyền, Huyền triệu về phong Tắc làm Kháng uy tướng quân, nghĩa là Tướng quân chống lệnh vua. Lưu Tắc đang cầm quân đánh Lỗ Dương, không chịu nhận chức đó. Vì vậy Canh Thủy Đế sai các tướng mang quân đến bắt Lưu Tắc về giết chết để đe doạ Lưu Diễn.
Lưu Diễn có mặt trong lúc Lưu Tắc bị xử tử, thấy vậy kiên quyết phản đối, đòi thu lệnh chém Lưu Tắc. Do thái độ quá gay gắt của ông, Chu Vĩ và Lý Dật bèn khuyên Lưu Huyền nhân đó xử tội luôn Lưu Diễn đồng mưu phản nghịch. Canh Thủy Đế được cơ hội bèn sai bắt Lưu Diễn mang chém vì tội chống đối.
Không rõ Lưu Diễn mất năm bao nhiêu tuổi. Lưu Tú em ông đã phải đóng kịch để lừa Lưu Huyền mới thoát chết. Sau này Lưu Tú tham gia lật đổ được nhà Tân rồi ly khai Lưu Huyền và trở thành vua Hán Quang Vũ Đế, thống nhất thiên hạ, lập ra nhà Đông Hán.